# Frazer Nash 421
Chronologie des modèles (1952)
Frazer Nash FN48 Aucun
La Frazer Nash 421 est une monoplace de Formule 1 conçue par Frazer Nash ayant participé, en 1952, au Grand Prix de Grande-Bretagne et au Grand Prix des Pays-Bas avec, respectivement, au volant Tony Crook et Ken Wharton.

## Historique
La Frazer Nash 421 est engagée pour la première fois, à titre privé, par Tony Crook pour le Grand Prix automobile de Grande-Bretagne 1952 ; elle est mue par un moteur BMW 328 qui lui permet de se qualifier en vingt-cinquième position, devant Tony Gaze sur HWM 52 et derrière Peter Hirt sur une Ferrari 212. Crook termine la course vingt-et-unième, devant Peter Collins sur HWM 52 et derrière Eric Brandon sur une Cooper T20.
La 421 dispute le Grand Prix des Pays-Bas aux mains de Ken Wharton. Le moteur est désormais un bloc Bristol Cars BS1. Ken Wharton se qualifie septième, devant Robert Manzon et derrière Jean Behra, tous deux sur Gordini T16. Il abandonne à cause d'une casse de transmission au soixante-seizième des quatre-vingt-dix tours de course.